# ادوین اریچ (تاریخ‌دان)
ادوین ارنست ریچ (به انگلیسی: Edwin Ernest Rich) (زادهٔ ۴ اوت ۱۹۰۴ بریستول؛ درگذشت: هیدون ۷ ژوئیهٔ ۱۹۷۹) مورخ قرن بیستم میلادی بود.

## تحصیلات
ریچ در مدرسه کولستون و کالج سلوین در کمبریج درس خواند. او طی سال‌های ۱۹۳۰ تا ۱۹۵۷ عضو کالج سنت کاترین، کمبریج بود. او در سال ۱۹۳۹رئیس دانشگاه کمبریج شد. او استاد تاریخ امپراتوری و دریایی از ۱۹۵۱ تا ۱۹۷۰; و استاد کالج سنت کاترین، کمبریج از سال ۱۹۵۷ تا ۱۹۷۳بود.